# FK Milano Kumanovo
FK Milano Kumanovo (makedonskou cyrilicí ФК Милано Куманово) je severomakedonský fotbalový klub z města Kumanovo, který byl založen roku 1990. Své domácí zápasy hraje na stadionu Milano Arena s kapacitou 3 000 diváků (dříve měl kapacitu 7 000).
V sezoně 2007/08 se dostal do finále severomakedonského fotbalového poháru, kde podlehl týmu FK Rabotnički 0:2.

## Výsledky v evropských pohárech
| Soutěž             | Sezóna  | Kolo        | Soupeř           | Doma | Venku | Celkem | Postup  |
| ------------------ | ------- | ----------- | ---------------- | ---- | ----- | ------ | ------- |
| Pohár UEFA         | 2008/09 | 1. předkolo | AC Omonia        | 1:2  | 0:2   | 1:4    | vyřazen |
| Evropská liga UEFA | 2009/10 | 2. předkolo | NK Slaven Belupo | 0:4  | 2:8   | 2:12   | vyřazen |